# Amy Barczuk
Amy Barczuk (* 28. Oktober 1990 in Centennial, Colorado) ist eine ehemalige US-amerikanische Fußballspielerin, die unter anderem für die Franchises der Western New York Flash und Boston Breakers in der National Women’s Soccer League spielte.

## Karriere
Anfang 2013 wurde Barczuk beim College-Draft in der zweiten Runde an Position 14 von der neugegründeten NWSL-Franchise der Western New York Flash verpflichtet. Ihr Ligadebüt gab sie am 14. April 2013 gegen den Sky Blue FC als Einwechselspielerin. Nach Ende der NWSL-Saison 2013 wechselte sie auf Leihbasis bis zum Jahresende zum russischen Erstligisten Zorkiy Krasnogorsk und kehrte danach für eine weitere Spielzeit zu den Flash zurück. Im November 2014 wurde Barczuks Wechsel zum Ligakonkurrenten Boston Breakers bekannt, für den sie in 20 von 22 Saisonspielen auflief. Vor der Saison 2016 beendete sie ihre Karriere.